# Nils Brandt
Nils Gunnar Brandt, född 13 januari 1932 i Borgå, död 5 juni 1990 i Helsingfors, var en finlandssvensk skådespelare. Brandt medverkade i många filmer och TV-produktioner, både i Finland och i Sverige. För den svenska publiken är han kanske mest känd för rollen som Rocky i de två första filmerna om Jönssonligan.
Brandt var gift med skådespelaren Susanna Ringbom, med vilken han fick tre barn. Trots att Brandt deltog i många svenska produktioner, förblev han bosatt i Finland. En månad efter att Brandt fått veta att han led av leukemi, avled han 5 juni 1990.

## Filmografi i urval
- 1969–1970 – Mumintrollet (TV-serie)
- 1972 – Herr Barbalander
- 1974 – De tre från Haparanda (TV-serie)
- 1977 – Mackan
- 1978 – Dagar med Knubbe (TV-serie) – Albin Vedman
- 1978 – Slumrande toner
- 1980 – Lycka till
- 1981 – Varning för Jönssonligan
- 1982 – Jönssonligan & Dynamit-Harry
- 1982 – Fanny och Alexander
- 1984 – Dirty Story
- 1986 – Ormens väg på hälleberget
- 1989 – Tjurens år
- 1991 – Din vredes dag (TV-serie)

## Teater

### Roller (ej komplett)
| År   | Roll | Produktion                                                             | Regi           | Teater                     |
| ---- | ---- | ---------------------------------------------------------------------- | -------------- | -------------------------- |
| 1961 |      | Biederman och pyromanerna (Biedermann und die Brandstifter) Max Frisch | Vivica Bandler | Lilla Teatern, Helsingfors |
| 1961 |      | Den heliga ilskan (Die große Wut des Philipp Hotz) Max Frisch          | Vivica Bandler | Lilla Teatern, Helsingfors |

### Webbkällor
- Oxblod, Aino (6 oktober 2021). ”Jönssonligan–skådespelaren visste inte att han var sjuk”. Femina. https://www.femina.se/i-rampljuset/jonssonliganskadespelaren-visste-inte-att-han-var-sjuk/7922501.
- Brandt, Nils i Uppslagsverket Finland (webbupplaga, 2012). CC-BY-SA 4.0